# Latonia
Latonia é um gênero de anfíbio anuro da família Alytidae. Possui quatro espécies fósseis datadas do Oligoceno Superior ao Plioceno Superior da Europa. Em 2013, um estudo revelou que a rã-pintada-da-palestina, até então classificada no gênero Discoglossus, pertencia ao Latonia, sendo então a única espécie vivente conhecida.

## Espécies
- Latonia nigriventer (Mendelssohn & Steinitz, 1943)
- †Latonia seyfriedi von Meyer, 1843
- †Latonia gigantea (Lartet, 1851)
- †Latonia vertaizoni (Friant, 1944)
- †Latonia ragei Hossini 1993